# Gran coalición (Alemania)
"Gran coalición" (en alemán: Große Koalition, abreviada como GroKo y pronunciada [ˈɡʁoːkoː]) es un término utilizado en la política alemana para referirse a un gobierno de coalición formado por la Unión Demócrata Cristiana (CDU), junto con su partido aliado, la Unión Social Cristiana de Baviera (CSU), y el Partido Socialdemócrata (SPD). Esta alianza recibe su nombre porque, desde 1949, estos han sido los principales partidos en la mayoría de las elecciones tanto a nivel estatal como federal. Sin embargo, el significado del término podría evolucionar debido al crecimiento de otras fuerzas políticas en los últimos años.
Cuando la coalición incluye también al Partido Democrático Libre (FDP), se le conoce como "Coalición Alemana" (Deutschland-Koalition en alemán). Este nombre se debe a que los colores representativos de los partidos que la conforman coinciden con los de la bandera de Alemania: negro para la CDU/CSU, rojo para el SPD y amarillo para el FDP.

## República de Weimar (1919-1933)
Durante la República de Weimar (1919-1933), el término "gran coalición" se utilizó para describir una alianza que incluía al Partido Socialdemócrata, el católico Partido de Centro y los partidos liberales: el Partido Democrático y el Partido Popular. Esta coalición gobernó en 1923 y nuevamente entre 1928 y 1930. Sin embargo, en este último período, estaba conformada por partidos con intereses a menudo divergentes, que se unieron principalmente para proteger la democracia frente a fuerzas políticas extremas como el Partido Comunista y el Partido Nazi. En marzo de 1930, la gran coalición colapsó luego de que los socialdemócratas se retiraran debido a desacuerdos sobre el aumento de las contribuciones de los trabajadores a la seguridad social, en un contexto de caída salarial.

## República Federal (1949–)

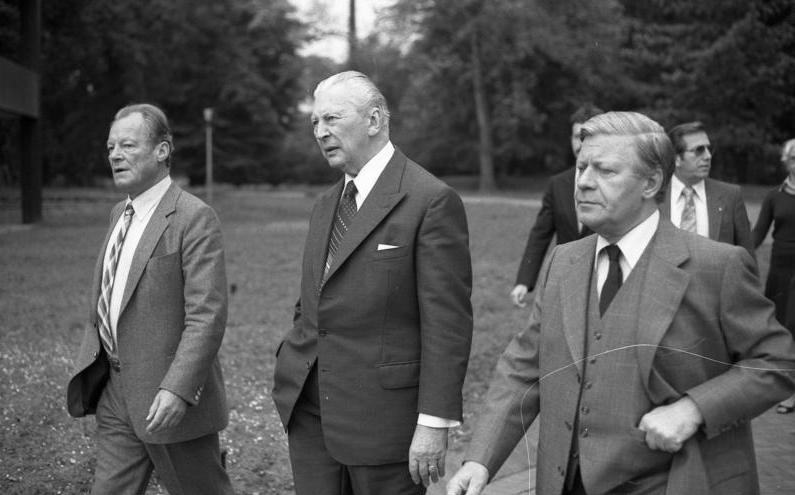
Diez años después de su coalición: Willy Brandt (izquierda) y Kurt Georg Kiesinger (centro), con el entonces canciller Helmut Schmidt (derecha)

### Nivel federal
En la política alemana de posguerra, se han establecido tres grandes coaliciones (Große Koalitionen) a nivel federal a través del Bundestag.

#### Gabinete Kiesinger (1966-1969)
El 1 de diciembre de 1966, la Unión Demócrata Cristiana (CDU) y el Partido Socialdemócrata de Alemania (SPD), las dos principales fuerzas políticas de la República Federal de Alemania, formaron un gobierno de coalición. Esta alianza surgió tras desacuerdos sobre el aumento de impuestos dentro de la coalición CDU/CSU-FDP, lo que llevó a la renuncia de los ministros del FDP y a la formación de un nuevo gabinete liderado por Kurt Georg Kiesinger (CDU). Con el control del 90 % del Bundestag (468 de 518 escaños), la coalición generó descontento entre sectores de estudiantes políticamente activos, lo que impulsó la creación de la Außerparlamentarische Opposition, un movimiento clave dentro del movimiento estudiantil en Alemania. El gobierno de Kiesinger se mantuvo en el poder hasta 1969.

#### Gabinetes de Merkel (2005-2009, 2013-2021)
Después del resultado incierto de las elecciones federales alemanas de 2005, ninguna de las coaliciones tradicionales logró obtener una mayoría suficiente para formar gobierno. Una posible alternativa era una coalición de centroizquierda entre el SPD, Los Verdes y el Partido del Socialismo Democrático (PDS). Sin embargo, el SPD rechazó incluir al PDS, partido sucesor del antiguo Partido Socialista Unificado de Alemania, estableciendo así un cordón sanitario. Ante esta situación, los líderes del SPD y la CDU/CSU acordaron formar una gran coalición, con Angela Merkel (CDU) como canciller y una distribución equitativa de escaños en el gabinete para ambos partidos. Merkel fue elegida canciller el 22 de noviembre de 2005 y su primer gabinete asumió el cargo poco después. Esta gran coalición se mantuvo hasta las elecciones federales de 2009, cuando se estableció una nueva alianza entre la CDU/CSU y el FDP.
Tras las elecciones de 2013, la CDU/CSU y el SPD conformaron la tercera gran coalición a nivel federal.Aunque numéricamente era posible una coalición de centroizquierda entre el SPD, Los Verdes y La Izquierda (sucesor del PDS), finalmente se optó por una alianza entre los dos principales partidos. Ese mismo año, el término GroKo (abreviatura de Große Koalition) fue elegido como la palabra del año en Alemania. Después de las elecciones de 2017, la CDU/CSU intentó inicialmente formar una coalición con el FDP y Los Verdes, conocida como "coalición Jamaica". Sin embargo, las negociaciones no prosperaron, lo que llevó a la CDU/CSU y al SPD a acordar la formación de una cuarta gran coalición.

### Nivel estatal
A nivel estatal, las grandes coaliciones han sido relativamente comunes a lo largo de la historia. Hasta la fecha, solo dos de los dieciséis estados federados de Alemania nunca han sido gobernados por una gran coalición: Hamburgo y Renania del Norte-Westfalia.
Desde diciembre de 2024, tres estados han formado una gran coalición en su gobierno.
- Berlín, Senado Wegner (desde el 27 de abril de 2023) apoyado por el SPD y la CDU.
- Hesse, el segundo gabinete de Boris Rhein (desde el 18 de enero de 2024) también cuenta con el apoyo del SPD y la CDU.
- Sajonia, el tercer gabinete de Michael Kretschmer (desde el 18 de diciembre de 2024), también es un tándem CDU-SPD.

En Sajonia-Anhalt, el tercer gabinete de Haseloff, que asumió en septiembre de 2021, está respaldado por la CDU, el SPD y el FDP, formando la primera "Coalición Alemana" en el estado desde diciembre de 1959, después de la disolución del quinto Senado de Kaisen en Bremen. Por otro lado, en Turingia, el gabinete de Voigt, que tomó posesión en diciembre de 2024, es la primera "coalición de moras" en cualquier estado, compuesta por la CDU, el SPD y la recién formada Alianza Sahra Wagenknecht (BSW).